# Mary Ellen Miller
Mary Ellen Miller (30 dicembre 1952) è una storica dell'arte statunitense e decana dello Yale College.
Nativa dello New York State, la Miller conseguì il Bachelor of Arts (A.B.) presso la Princeton University e il suo Ph.D. presso Yale.
Nel 1998, fu nominata Professoressa di Storia dell'Arte. Nel 2008, fu nominata Sterling Professor a Yale. Ha svolto il ruolo di Preside dei Dipartimenti di Storia dell'Arte, Studi Latino-americani e Studi Archeologici a Yale, come anche di Direttore del Corso di Laurea in Storia dell'Arte.
Curò la mostra "The Courtly Art of the Ancient Maya", una mostra di arte maya molto apprezzata che si tenne nel 2004 presso la National Gallery of Art di Washington, D.C. e i Fine Arts Museums di San Francisco. 
Per quella mostra, assieme a Simon Martin, epigrafista senior allo University Museum dell'University of Pennsylvania, scrisse il catalogo dallo stesso titolo, che fu finalista per il premio Alfred H. Barr, Jr. della College Art Association.
Un precedente catalogo di una mostra, The Blood of Kings, scritto assieme a Linda Schele, ottenne il Premio Barr nel 1986.
Ha lavorato per parecchi anni sul suo progetto archeologico di documentare e ricostruire le pitture murali maya di Bonampak in Messico. 
La Miller è l'autrice di Maya Art and Architecture, The Gods and Symbols of Ancient Mexico e The Maya: A Dictionary of Mesoamerican Religion (assieme a Karl Taube), The Art of Mesoamerica, The Murals of Bonampak e, con Linda Schele, The Blood of Kings.  
I suoi numerosi articoli trattano questioni di arte azteca e maya, come pure della storiografia dell'arte precolombiana. 
Ha ottenuto riconoscimenti nazionali per il suo lavoro sui Maya, tra i quali un Guggenheim Fellowship, ed è membro dell'American Academy of Arts and Sciences.
La Miller ha svolto l'incarico di Preside del Saybrook College dal 1999 fino all'autunno 2008, quando fu chiamata a sostituire Peter Salovey come decano dello Yale College.